# Ochotona argentata
Espèce
Synonymes
- Ochotona helanshanensis
 Zheng, 1987 in Wang 1990
- Ochotona pallasi helanshanensis
 Zheng, 1987 in Wang 1990

Statut de conservation UICN

 EN  : En danger
Ochotona argentata est une espèce de la famille des Ochotonidae. Comme tous les pikas, c'est un petit mammifère lagomorphe. C'est une espèce en danger critique d'extinction.

## Distribution
Cette espèce se rencontre dans les montagnes Helan Shan dans la province du Ningxia en Chine.

## Publication originale
- Howell, 1928 : New Asiatic mammals collected by F. R. Wulsin. Proceedings of the Biological Society of Washington, vol. 41, p. 115-120.